# Neople
新人类股份有限公司，是韩国游戏开发公司，于2001年创立。该公司开发游戏《地下城與勇士》和《暴能特區》。2008年7月10日，NEXON宣布收购NEOPLE。